# Divizia A (2004/2005)
Divizia A (2004/2005) – 87. sezon najwyższej klasy rozgrywkowej piłki nożnej w Rumunii. W rozgrywkach brało udział 16 zespołów, grając systemem kołowym w 2 rundach. Tytułu nie obroniła drużyna Dinamo Bukareszt. Nowym mistrzem Rumunii został zespół Steaua Bukareszt. Tytuł króla strzelców zdobył Gheorghe Bucur, który w barwach klubu Sportul Studențesc Bukareszt strzelił 21 goli.

## Tabela końcowa
| Lp. | Drużyna                      | M  | Z  | R  | P  | Bramki | Bramki | Różn. | Pkt      | Uwagi                                        | Bezpośrednio               |
| --- | ---------------------------- | -- | -- | -- | -- | ------ | ------ | ----- | -------- | -------------------------------------------- | -------------------------- |
| 1   | Steaua Bukareszt (M)         | 30 | 19 | 6  | 5  | 47     | 18     | +29   | 63       | Liga Mistrzów UEFA • II runda kwalifikacyjna |                            |
| 2   | Dinamo Bukareszt             | 30 | 20 | 2  | 8  | 60     | 30     | +30   | 62       | Puchar UEFA • II runda kwalifikacyjna        |                            |
| 3   | Rapid Bukareszt              | 30 | 16 | 9  | 5  | 51     | 27     | +24   | 57       | Puchar UEFA • I runda kwalifikacyjna         | RAP 3–0 PRO PRO 3–3 RAP    |
| 4   | Național Bukareszt           | 30 | 17 | 6  | 7  | 50     | 33     | +17   | 57       |                                              | RAP 3–0 PRO PRO 3–3 RAP    |
| 5   | Farul Konstanca              | 30 | 15 | 7  | 8  | 42     | 28     | +14   | 52       |                                              |                            |
| 6   | Politehnica Timișoara        | 30 | 13 | 6  | 11 | 37     | 34     | +3    | 45       | TIM 2–0 SPO SPO 0–0 TIM                      |                            |
| 7   | Sportul Studențesc Bukareszt | 30 | 12 | 9  | 9  | 37     | 27     | +10   | 45       | TIM 2–0 SPO SPO 0–0 TIM                      |                            |
| 8   | Oțelul Gałacz                | 30 | 12 | 4  | 14 | 31     | 32     | −1    | 40       |                                              |                            |
| 9   | Politehnica Jassy            | 30 | 10 | 8  | 12 | 28     | 41     | −13   | 38       |                                              |                            |
| 10  | Argeș Pitești                | 30 | 8  | 12 | 10 | 32     | 37     | −5    | 36       | ARG 2–0 CFR CFR 1–1 ARG                      |                            |
| 11  | CFR Cluj                     | 30 | 9  | 9  | 12 | 33     | 44     | −11   | 36       | ARG 2–0 CFR CFR 1–1 ARG                      | Puchar Intertoto • I runda |
| 12  | FCM Bacău                    | 30 | 8  | 9  | 13 | 20     | 28     | −8    | 33\|\|\| |                                              |                            |
| 13  | Gloria Bystrzyca             | 30 | 9  | 5  | 16 | 38     | 46     | −8    | 32       | Puchar Intertoto • I runda                   |                            |
| 14  | Unirea Alba Iulia (S)        | 30 | 6  | 8  | 16 | 28     | 62     | −34   | 26       | Spadek do                                    |                            |
| 15  | FC Brașov (S)                | 30 | 5  | 6  | 19 | 28     | 45     | −17   | 21       | Spadek do                                    |                            |
| 16  | CS Universitatea Craiova (S) | 30 | 4  | 8  | 18 | 24     | 54     | −30   | 20       | Spadek do                                    |                            |